# Charles-Louis-Victor de Broglie
Charles-Louis-Victor de Broglie [də ˈbʀœj] wymowaⓘ (ur. 22 września 1756 w Paryżu, zm. 27 czerwca 1794 tamże) – francuski arystokrata i wojskowy, książę de Broglie.
Był przedstawicielem szlachty w Stanach Generalnych pełniąc urząd sekretarza, a następnie przewodniczącego zgromadzenia.

## Życiorys
Był synem Victora-François de Broglie. Służył w wojsku, dochodząc do stopnia maréchal de camp. Walczył u boku La Fayette’a i de Rochambeau w wojnie o niepodległość Stanów Zjednoczonych. Był członkiem Klubu Jakobinów i zasiadał w Zgromadzeniu Ustawodawczym. W 1789 roku był deputowanym do Stanów Generalnych jako przedstawiciel szlachty. Rok później został wybrany sekretarzem zgromadzenia, w sierpniu 1791 roku został jego przewodniczącym.
Pełnił funkcję szefa sztabu armii republikańskiej w walkach nad Renem. Po proklamowaniu I Republiki Francuskiej został aresztowany, a następnie 27 czerwca 1794 roku stracony w Paryżu.

## Życie prywatne
Miał syna Achille’a Charles’a de Broglie.